# 堺市立八田荘西小学校
堺市立八田荘西小学校（さかいしりつ はったしょうにし しょうがっこう）は、大阪府堺市中区にある公立小学校。
地域に団地が建設されたことにより児童数が増加したため、従来の堺市立八田荘小学校の校区の西側を分離し、1981年に開校した。学校名は、分離元となった八田荘小学校の西側に位置することから命名されている。

## 沿革
- 1981年4月1日 - 堺市立八田荘西小学校として開校。
- 1981年7月 - プール完成。
- 1983年2月 - 校歌制定。
- 1987年4月 - 養護学級設置。

## 通学区域
- 堺市中区 毛穴町（一部）、八田寺町（一部）、八田北町（一部）、八田西町。

卒業生は堺市立八田荘中学校に進学する。

## 交通
- JR阪和線鳳駅から東南東へ30分
- JR阪和線津久野駅から南南東へ30分
- 南海泉北線深井駅から西へ30分
- 南海バス鈴の宮団地北口バス停
  - 南海泉北線深井駅（西）3番乗り場から津久野駅前行き
  - JR阪和線津久野駅前3番乗り場から深井駅行き
- 八田荘西小学校前バス停は校庭の裏側にあり校内に入ることができないので注意。